# کرامر ۵۷۱۵
سیارک ۵۷۱۵ (به انگلیسی: 5715 Kramer، نامگذاری:1982SE1) پنج هزار و هفتصد و پانزدهمین سیارک کشف شده‌است که در ۲۲ سپتامبر ۱۹۸۲ کشف شد.
قدر مطلق سیارک برابر ۱۲٫۲۰ است.